# Ajahn Chah

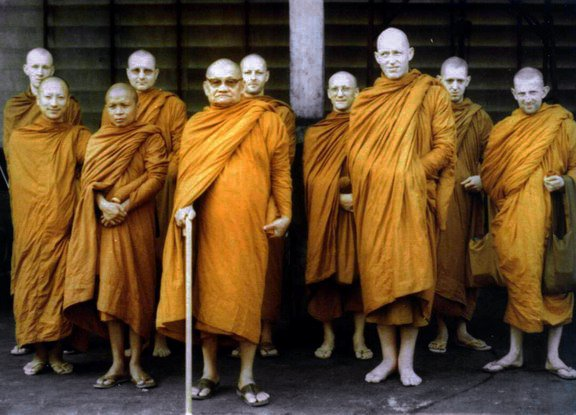
Ajahn Chah met zijn resident Sangha

Tan Chao Khoen Phra Bodhinyanathera is de officiële naam van Ajahn Chah (1917 — 1993), die ook wel Luang Por Chah werd genoemd. Hij was een voorname meester in de Thaise Bostraditie van het Theravada boeddhisme. Hij stond bekend om zijn simpele en heldere presentatie van de Dhamma, die zowel de lokale dorpelingen als de hoogste sociale klasse in Bangkok inspireerde. Hij stond ook bekend als de meester met de meeste westerse monnik-discipelen, waarvoor hij een apart klooster (Wat Pah Nanachat) opende vlak bij zijn eigen klooster Wat Nong Pah Pong.

## Betekenis van de naam
Bij zijn geboorte kreeg hij de naam Chah, wat 'slim', 'kundig' of 'vaardig' betekent. Ajahn (Thai) betekent leraar of meester. Luang Por (Thai) betekent 'Eerwaarde Vader' en wordt gebruikt voor monniken die op leeftijd zijn. Bodhinyanathera (Pali) betekent 'Meester van de Kennis van Ontwaking' en is de persoonlijke titel die hij kreeg toen hij 'Chao Khoen' (een koninklijke titel voor monniken) werd. 'Phra' (Thai) houdt in dat iets eerbiedswaardig is, en wordt onder andere gebruikt voor monniken, heilige geschriften en relikwieën. 'Tan' (Thai) wordt in de Thaise taal gebruikt om mensen aan te duiden die van een hoger niveau zijn, of tot een hogere klasse behoren, dan jijzelf.

## Biografie van Ajahn Chah
Ajahn Chah werd op 17 juni 1918 in het kleine dorpje 'Baan Koor' in de provincie Ubon Rachathani in Thailand geboren. Als kleine jongen speelde hij soms een monnik-spel met zijn vriendjes, waarbij hij de monnik was en zijn vrienden hem eten gaven. Toen hij 9 was vroeg hij zijn ouders of hij in de lokale wat (het dorpsklooster) mocht gaan wonen, waar zijn ouders hem toestemming voor gaven. Op zijn dertiende werd hij daar een novice-monnik (pali:samanera), tot hij toen hij 16 was weer bij zijn ouders ging wonen en zijn familie hielp met het werk op het land. Toen hij twintig was (op 26 april 1939), werd hij bhikkhu, wat hij tot aan zijn dood bleef.
De eerste jaren van zijn monnikenbestaan bracht hij door in de lokale dorpstempel. Na vijf jaar monnikschap waarin hij vooral de geschriften van de Pali Canon en de taal Pali bestudeerde, stierf de vader van Ajahn Chah, wat in Ajahn Chah leidde tot een meer serieuze overpeinzing van zijn leven en waar zijn monnikenbestaan hem tot dan toe tot gebracht had. Hij besloot dat hij een grotere inspanning moest maken, en verliet het dorpsklooster om bij verschillende meditatiemeesters van de Thaise Bos Traditie te gaan studeren. Hij nam zijn bedelschaal en trok het bos in, op zoek naar een leraar. Hij trok door een behoorlijk groot gedeelte van Thailand en ontmoette verschillende goede leraren, waarvan de voornaamste Ajahn Mun was.
Alhoewel Ajahn Chah slechts drie dagen bij Ajahn Mun doorbracht, was de invloed van Ajahn Mun op Ajahn Chah zeer groot, omdat hij ervoor zorgde dat de twijfels en onzekerheden over de leer van de Boeddha, die Ajahn Chah op dat moment nog had, verdwenen. Ajahn Mun zei hem dat alhoewel de leer van de Boeddha erg wijd is, ze in essentie erg simpel is. Hij vertelde Ajahn Chah dat het correcte pad van de Boeddha er is wanneer je aandachtig bent en ziet dat alles ontstaat in je eigen hart en geest. Ajahn Chah bracht daarna nog een aantal jaren door onder leiding van verschillende discipelen van Ajahn Mun. Soms trok hij ook alleen of in een kleine groep rond in het woud, en verbleef in onherbergzame plaatsen, waar tijgers, slangen en muggen het leven tot een uitdaging maakten.
In 1954 werd hij door zijn moeder en verschillende inwoners van zijn geboortedorp uitgenodigd om zich in het 'Pah Pong' bos te vestigen. Hier vestigde Ajahn Chah zijn eigen klooster, genaamd Wat Nong Pah Pong (soms ook wel korter Wat Pah Pong genoemd). Dit klooster groeide gestaag naarmate de leer van Ajahn Chah beter bekend werd en meer mensen aantrok. Vanaf ongeveer het jaar 1970, maar vooral vanaf 1975, was hij misschien wel de best bekende en meest gerespecteerde monnik in Thailand.
In 1967 kwam er een pas ingetreden Amerikaanse monnik in het klooster wonen, genaamd Sumedho Bhikkhu. Hij was de eerste van een groeiende groep buitenlanders die als monnik of als leek voor een kortere of langere tijd in Wat Pah Pong verbleven, om onder leiding van Ajahn Chah het boeddhisme te praktiseren. In 1975 waren er zó veel buitenlanders in Wat Pah Pong dat Ajahn Chah een apart klooster opende, genaamd Wat Pah Nanachat (Thai: het Internationale Bos Klooster), waar Ajahn Sumedho de abt werd.
In 1977 en 1979 bracht Ajahn Chah bezoeken aan Amerika, Engeland en Frankrijk, na uitgenodigd te zijn door de ouders van een van zijn buitenlandse monniken, en door Thaise mensen die in het buitenland woonden. Vanaf 1979 ging het met zijn gezondheid bergafwaarts, waarschijnlijk door suikerziekte, en vanaf 1981 was zijn lichaam totaal verlamd. Verscheidene monniken met hoog ontwikkelde mentale krachten bevestigden echter dat zijn geest nog erg helder was, en nog steeds in staat was om in hoge staten van mentale absorptie te treden. In het jaar 1993 stierf hij. Precies een jaar later vond zijn begrafenis plaats met koninklijke ondersteuning, waarbij 1 miljoen mensen gedurende 10 dagen hun laatste respect aan hem betuigden.

## De Leer van Ajahn Chah
Er was een lokale dorpeling die aan Ajahn Chah vroeg:

"Hoe onderwijst U al uw buitenlandse discipelen? Spreekt u soms Engels of Japans of Frans?"

"Nee", zei Ajahn Chah.

"Hoe spelen die buitenlandse monniken het dan klaar om U te begrijpen?"

Hier reageerde Ajahn Chah op met een wedervraag: "Heb jij waterbuffels in je tuin thuis?"

"Ja", zei de man.

"En heb je ook kippen, honden of koeien?"

"Ja, die heb ik ook"

"Vertel me dan eens... spreek jij dan ook de taal van de waterbuffels of anders die van de koeien en kippen?"

"Nee, natuurlijk niet"

"Hoe speel je het klaar dan, dat ze je begrijpen?" vroeg Ajahn Chah
De leer van Ajahn Chah is niet iets wat makkelijk beschreven kan worden, omdat hij zijn leer aanpaste aan de staat van geest en de inclinatie en capaciteiten van zijn luisteraars en discipelen. Soms komt het daardoor voor dat hij in een toespraak iets zegt, dat hij in een andere toespraak tegenspreekt. Zijn advies is in werkelijkheid gericht op de mentale staat van de luisteraar. Als die zich 'links' van de Middenweg bevindt, moet het advies zijn: ga naar rechts! Als hij te veel naar rechts is, is het advies ga naar links! En soms is het advies: ga naar het midden. De Midden Weg is vrij van extremen en is het doel; en het advies is slechts een middel. In de praktijk was zijn leer simpel om te begrijpen en niet hoogdravend of theoretisch, terwijl het toch óók over de diepste elementen en hoogste waarheden van het boeddhisme ging.
In zijn toespraken sprak Ajahn Chah niet altijd over de hoogste principes van het boeddhisme. Soms bleven zijn toespraken beperkt tot het basisniveau, omdat hij dacht dat mensen daar ook een goed begrip over moeten hebben en hun praktijk daar eerst goed in gevestigd moet zijn, voordat ze verder kunnen gaan naar de hogere leer. Voor Westerlingen echter had hij een iets andere aanpak en was meer geneigd om óók in het begin met ze over meditatie en concepten als anattā (niet-zelf) te praten. Daar ligt bij westerlingen immers vaak de voornaamste interesse.
Ajahn Chah was een Theravada monnik, maar was ook onder indruk van het Zen boeddhisme en het Zen was gedurende een korte periode behoorlijk populair in Wat Pah Pong. Ajahn Chah had buiten de overige meesters van de Thaise Bos Traditie ook veel respect voor de leer van Ajahn Buddhadasa, een bosmonnik in het zuiden van Thailand die normaal gesproken niet gezien wordt als behorend tot de Thaise Bos Traditie.

## Wie of hoe was Ajahn Chah
Doordat Ajahn Chah verschillende adviezen gaf aan verschillende mensen, bestaan er verschillende Ajahn Chahs in de herinneringen van verschillende mensen. In de perceptie van sommigen was hij zachtaardig en vriendelijk, en voor anderen juist meer een heel strikte monnik, waar je voor moest oppassen. In werkelijkheid was hij dit allemaal, afhankelijk van de situatie. Voor velen was hij een monnik waar ze veel respect voor hadden en die ze graag wilden ondersteunen. Soms kwam een heel dorp meehelpen met de constructie van een klooster, of met het verbeteren of aanleggen van een weg naar een nieuw klooster ver van de publieke weg.
Voor buitenlanders was Ajahn Chah meestal het voorbeeld van vriendelijkheid, tevredenheid en spontaniteit, en ze voelden zich daarom meestal erg thuis bij hem. Ook voor nieuwe buitenlandse monniken was hij erg vriendelijk, zij hadden het al moeilijk genoeg met het erg hete eten, en de vreemde taal en cultuur. Met buitenlanders die al enkele jaren in zijn klooster woonden kreeg hij een meer diepere relatie waarbij hij naast een 'eerbiedwaardige vriendelijke vader' ook iemand was die soms (al spelend of serieus) kritiek gaf, en soms dingen expres deed omdat hij wist dat een bepaalde monnik hier niet tegen kon.
Voor de Thaise monniken was hij meer de monnik waar ze vanaf het begin veel respect voor hadden, en waarvan ze een meer formele relatie verwachtten waarin de leraar de discipel ook corrigeert. Sommige monniken waren soms ook bang, omdat ze dachten dat Ajahn Chah hun gedachten kon lezen en ze zich erg schaamden voor hun (onreine) gedachten.
Ajahn Chah stelde zich in de latere periode van zijn leven de gehele dag beschikbaar voor vragen van mensen van alle rangen en standen, en wie wilde kon daar aanwezig zijn om naar die gesprekken te luisteren of om zelf een vraag te stellen. Hier was Ajahn Chah soms heel uitbundig, en soms heel serieus.

## De erfenis van Ajahn Chah
Ajahn Chah is van grote (en in sommige aspecten nog steeds groeiende) invloed geweest op het boeddhisme en het leven van veel mensen in zowel Thailand als het Westen.

### Kloosters
In Thailand zijn er nu meer dan 3000 Thaise monniken die in de ongeveer 300 Thaise kloosters in de traditie van Ajahn Chah wonen, een aantal dat nog steeds groeit.
In het westen zijn er kloosters in Engeland (5), Amerika (1), Canada (2), Zwitserland (1), Italië (1), Nieuw-Zeeland (2) en Australië (5). Daarnaast is er ook het klooster Wat Pah Nanachat in Thailand, dat 3 dochterkloosters heeft. En er is ook een Theravada klooster voor Japanners in Thailand. In totaal zijn er dus 22 boeddhistische kloosters voor buitenlanders in de traditie van Ajahn Chah.
In deze kloosters wonen voornamelijk westerlingen (of Japanners), maar ook een aantal Thaise en Sri Lankaanse bhikkhus. Ook wonen er monniken uit Aziatische landen waar geen of weinig (Theravada) boeddhisme is, zoals Japan, Maleisië, Taiwan, Indonesië, Nepal en de Filipijnen. Er zijn meer dan 100 westerse bhikkhus in de traditie van Ajahn Chah, waarvan er zes de Nederlandse nationaliteit bezitten. De groei in het aantal kloosters en monniken is niet snel, maar gebeurt wel gestaag. Momenteel is er in sommige plaatsen een wachttijd van enkele jaren voordat iemand monnik kan worden, omdat er veel interesse is en het aantal plaatsen beperkt (vooral in Australië en Amerika).
In de kloosters Amaravati en Chithurst (in Engeland) en Bodhinyana (Australië) zijn er ook westerse boeddhistische nonnen (Siladharas). In totaal zijn er ongeveer 20 Siladharas. Ook hier is er veel interesse en bestaat er in Australië een lange wachtlijst.

### Bekende Westerse discipelen van Ajahn Chah
- Ajahn Sumedho (Amerikaan, spiritueel leider in Amaravati Monastery, Londen, Engeland)
- Ajahn Pasanno (Canadees, co-abt van Abhayagiri Monastery, San Francisco, VS)
- Ajahn Brahmavamso (Engelsman, abt van Bodhinyana Monastery, Perth, Australië)
- Ajahn Amaro (Engelsman, co-abt van Abhayagiri Monastery, San Francisco, VS)
- Ajahn Jayasaro (Engelsman, voormalig abt van Wat Pah Nanachat, Ubon Ratchathani, Thailand)
- Ajahn Khemadhammo (Engelsman, abt van The Forest Hermitage, Warwickshire, Engeland)
- Jack Kornfield (Amerikaan, stichter van Spirit Rock Meditation Center, San Francisco, VS)

### Boeken
Ajahn Chah schreef zelf geen boeken, maar regelmatig werden zijn Dhamma toespraken op cassette opgenomen. Deze zijn later neergeschreven en vertaald en gepubliceerd. Gratis kopieën zijn verkrijgbaar in de kloosters van Ajahn Chah. Ze zijn ook op het internet te vinden (zie de externe links). De volgende boeken met leringen van Ajahn Chah zijn te koop in de boekhandels:
- Een Stille Woudvijver - Leringen van Ajahn Chah - Ajahn Chah (Nederlandse vertaling) (ISBN 90-5670-026-X) (Engelse titel: A Still Forest Pool) (niet beschikbaar op het internet, wel gratis in de kloosters)
- Being Dharma - The Essence of the Buddha's Teaching - Ajahn Chah (ISBN 1-57062-808-4) (dit boek is niet gratis verkrijgbaar en staat ook niet op het internet) (In december 2005 komt de Nederlandse vertaling op de markt onder de titel In het dharma leven - Essentiële boeddhistische leringen)
- Food for the Heart - Ajahn Chah (ISBN 0-86171-323-0)
- Everything Arises, Everything Falls Away: Teachings on Impermanence and the End of Suffering - Ajahn Chah (ISBN 1-59030-217-6)
- Venerable Father - A Life with Ajahn Chah - Paul Breiter (ISBN 974-89072-8-7 en ISBN 1-931044-81-3) - Een ex-monnik en leerling van Ajahn Chah beschrijft zijn herinneringen van de jaren (1971 tot 1977) die hij in het klooster van Ajahn Chah doorbracht.